# Fontangekapsel

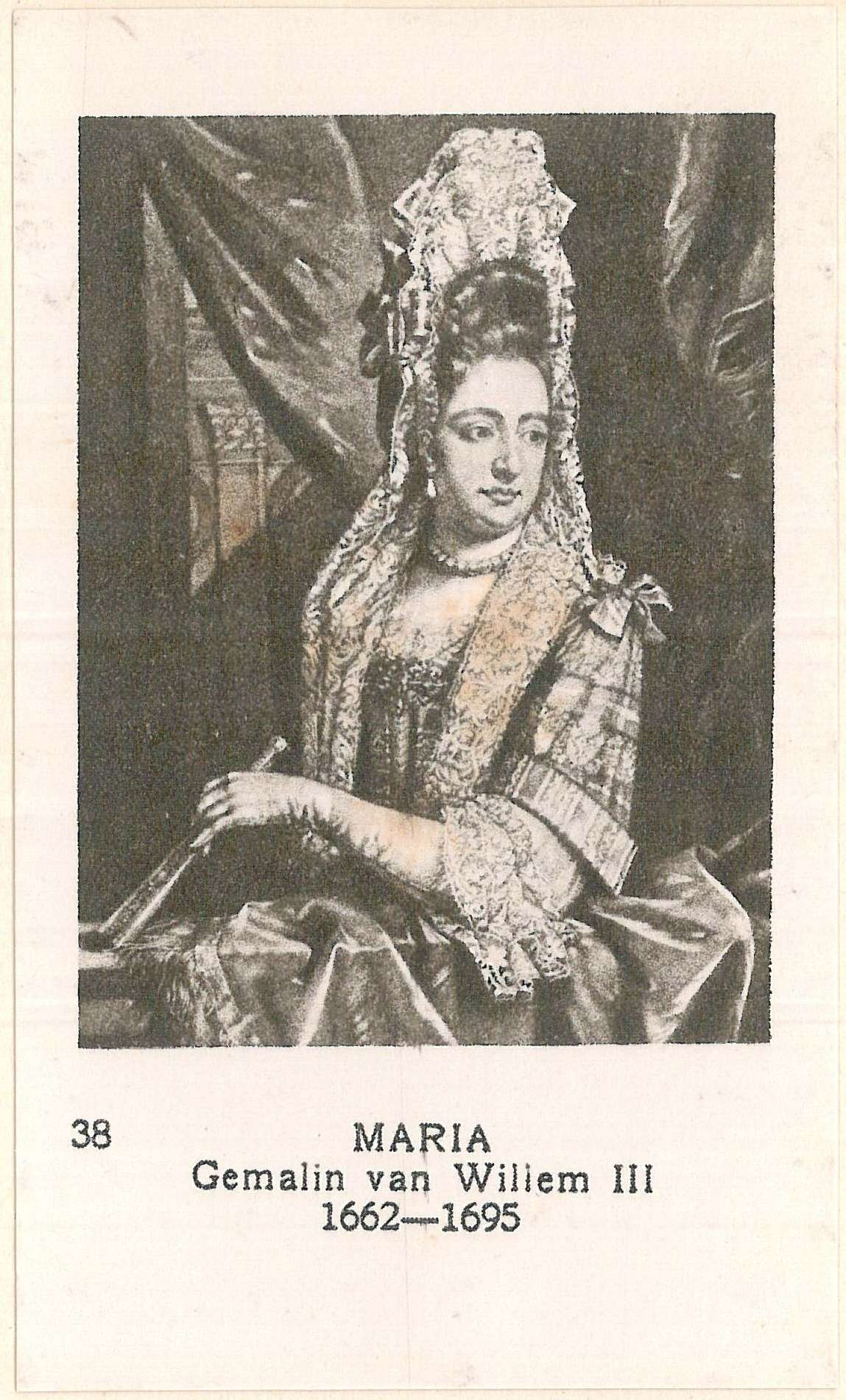
Maria II van Engeland - echtgenote van Willem III van Oranje - met fontangekapsel

Het fontangekapsel (in de achttiende eeuw in het Nederlands ook wel fontansje of fontanje genoemd) is een haardracht die tussen ongeveer 1680 en 1720 werd gedragen door vrouwen van adel en de patricische burgerij in Europa. Bij een fontangekapsel werden krullen hoog op het voorhoofd verwerkt tot een grote kuif; de krullen werden ondersteund door stijf gestevend kant, valse vlechten, haarstukken en soms kleine stellages van ijzerdraad. Het fontangekapsel is vernoemd naar Marie-Angélique de Scorraille de Roussilles, duchesse de Fontanges, een van de maîtresses van Lodewijk de Veertiende. Bij uitbreiding wordt soms de gesteven kanten creatie zelf ook een fontange genoemd. 

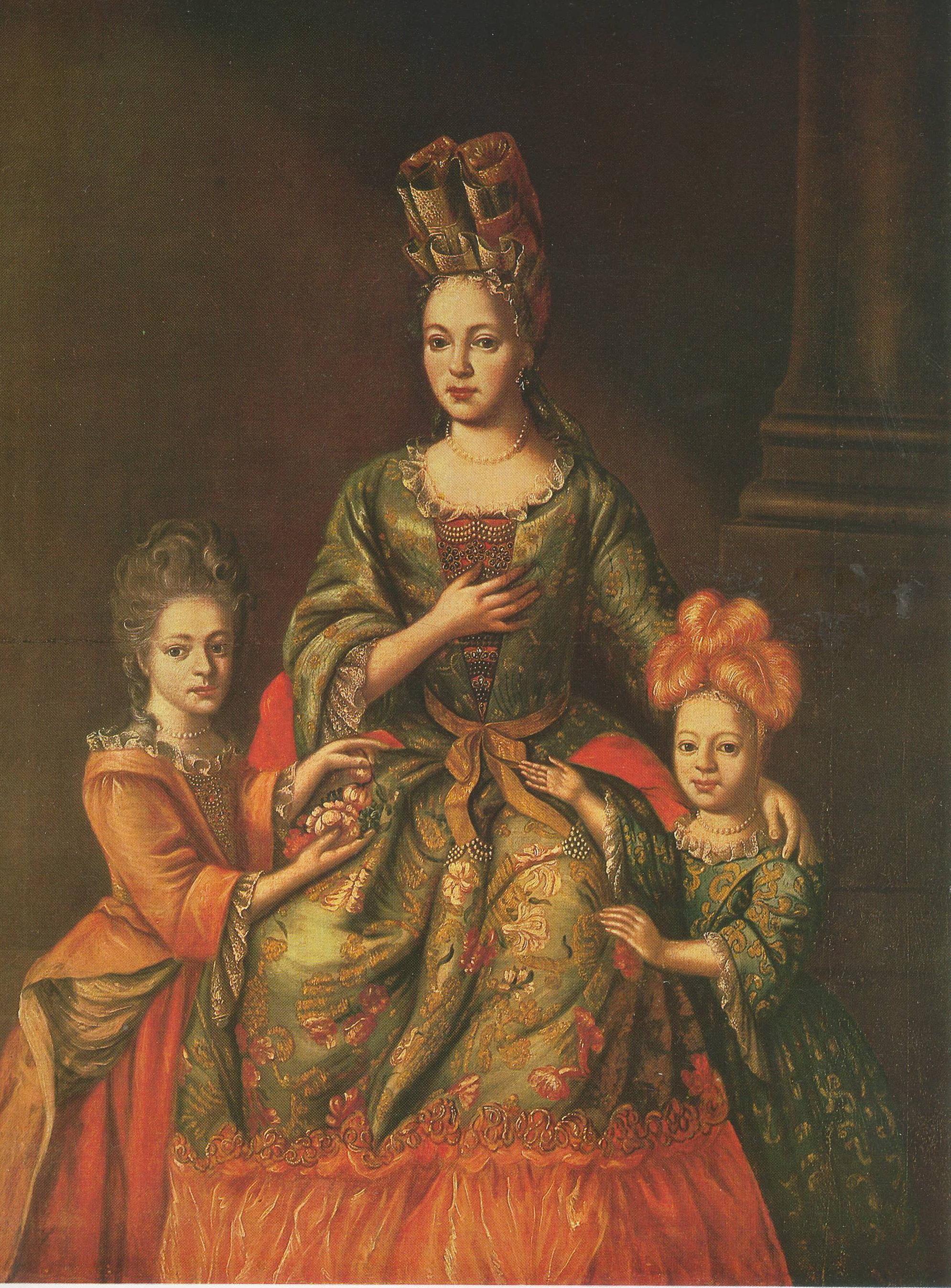
Anastasia Narysjkina met kanten fontange

Het verhaal gaat dat de hertogin van Fontanges tijdens een jachtrit met Lodewijk XIV met haar haar of hoed bleef hangen achter een tak waardoor haar zorgvuldige gecoiffeerde kapsel los kwam. Zij zou vervolgens haar losse krullen met een lint hebben opgestoken op haar voorhoofd. De haardracht werd vervolgens na 1780 niet alleen populair in Frankrijk, maar ook in een groter deel van Europa. Rond 1815 raakte het bewerkelijke, hoge kapsel weer uit de mode.